# الو، استونیا
الو، استونیا (به لاتین: Alu, Estonia) یک سکونتگاه مسکونی در استونی است که در دهستان رپلا واقع شده‌است.

## خصوصیات
الو c نفر جمعیت دارد.